# Peristylus societatis
Peristylus societatis är en orkidéart som först beskrevs av Emmanuel Drake del Castillo, och fick sitt nu gällande namn av Nicolas Hallé. Peristylus societatis ingår i släktet Peristylus och familjen orkidéer.
Artens utbredningsområde är Sällskapsöarna. Inga underarter finns listade i Catalogue of Life.